# Friedrich Hildebrand von Einsiedel
 (mai 2022).
Si vous disposez d'ouvrages ou d'articles de référence ou si vous connaissez des sites web de qualité traitant du thème abordé ici, merci de compléter l'article en donnant les références utiles à sa vérifiabilité et en les liant à la section « Notes et références ».
Friedrich Hildebrand von Einsiedel (né le 30 avril 1750 à Lumpzig et mort le 9 juillet 1828 à Iéna) était un juriste et écrivain allemand. Chambellan à la cour de Weimar, il fut un ami du duc Carl August et des écrivains du Classicisme de Weimar.

## Biographie
Einsiedel est le fils d'August Hildebrand von Einsiedel (1722–1796), issu de la noblesse saxonne, et le frère aîné du philosophe et naturaliste August von Einsiedel. En 1768, il commence l'étude du droit à Iéna. En 1775, il devient conseiller à la cour d'Iéna. Il va ensuite à Weimar où il devient chambellan de la duchesse Anne Amélie de 1775 à 1807. Il voyage en Italie entre 1788 à 1790. En 1817, il devient la premier président de la cour d'appel de Weimar à Iéna. Il prend sa retraite en 1825.
Pendant son séjour à la cour de Weimar, il traduit entre autres Térence, Plaute, Molière et Calderon et les adapte pour le théâtre de la cour. Il écrit également ses propres pièces et participe à des représentations d'amateurs. Doué pour la musique, il écrit aussi des livrets d'opéra. Il est notamment l'auteur d'une théorie sur le théâtre : Grundlinien zu einer Theorie der Schauspielkunst (Leipzig 1797), publiée à l'origine de façon anonyme. Einsiedel était un ami de l'auteur et publiciste Christoph Martin Wieland, il a collaboré à son recueil de contes de fées Dschinnistan en traduisant quatre contes et a été contributeur de sa revue reconnue le 'Teutscher Merkur'. Il a été membre de la Cour des Muses de Weimar. En 1784, il souhaite rejoindre le groupe des Illuminés de Bavière, mais on ne sait pas si sa demande a été acceptée. On sait cependant qu'il a été membre de la loge maçonnique de Weimar "Anna Amalia zu den 3 Rosen", comme ses amis écrivains Goethe et Wieland.